# Bebius filiformis
Bebius filiformis är en skalbaggsart som beskrevs av Francis Polkinghorne Pascoe 1865. Bebius filiformis ingår i släktet Bebius och familjen långhorningar. Inga underarter finns listade.